# دكتور آلكمي
دكتور آلكيمي Doctor Alchemy, أسم يطلق على عدة شخصيات شريرة ظهرت في دي سي كومكس. أبرزها كان ألبرت ديزموند.

## تاريخ النشر
تم أبتكار شخصية ألبرت ديزموند من قبل كل من جون بروم وكارمين إنفانتينو، وأول ظهور له كان في العرض #13 (نيسان / أبريل 1958) كسيد العناصر. وأول أستخدام لأسم دكتور آلكمي وهو الأسم الذي سوف يتكرر أستخدامه في وقت لاحق كان في العرض #14 (حزيران / يونيه 1958).:92 وأول ظهور للخيميائي كان في فلاش (المجلد. 2) #71 (فبراير. 1992) تم إنشاؤها بواسطة الكاتب مارك ويد والفنان غريك لاركسوي. وأول ظهور لشخصية ألكسندر بتروف كان في فلاش (المجلد. 2) #202 (نوفمبر. 2003) وتم إنشاؤه من قبل جيف جونز والبرتو دوز.

## السيرة الذاتية للشخصية الخيالية

### ألبرت ديزموند
ألبرت ديزموند، سائق حافلة يعاني من أضطراب الشخصية الأنفصامية. يمتلك ديزموند شخصيتين مميزتين، أحداهما سائق والأخرى ذات ميول أجرامية. وعن طريق شخصيته القاتمة طبق معرفته في الكيمياء لأبتكار سيد العناصر، وصنع أسلحة من العناصر كدرع من السيليمون المضاد للرصاص يغطي سيارته. وكذلك أكتشف عدة عناصر جديدة، إيليمينتو، وهو عبارة عن ضوء مغناطيسي والذي بعث من خلاله البرق إلى الفضاء.:92
بعد إيداعه السجن بعد لقائه الأول مع فلاش يعلم عن حجر الفلاسفة من زميله في الزنزانة. وبعد هروبه من السجن يجد حجر الفيلسوف، ويستخدم قوته في تحويل عناصر ليسأنف مسيرته الإجرامية تحت أسم دكتور آلكمي. وفي نهاية المطاف له تسيطر شخصيتة الجيدة، مما يدفعه إلى الإقلاع عن الجريمة وإخفاء حجر الفيلسوف. وبعد وقت قصير يظهر  دكتور آلكمي جديد ويكشف بأنه توأم نجمي مع «ألفين» ديزموند والذي يتشارك معه برابط روحي. ويتضح له في وقت لاحق بأن ألفين هو من أكتشف الحجر ونشأت منه شخصية ألبرت الشريرة. وبعدها ألبرت يواجه «ألفين» ويتمكن من هزيمته ليستأنف دور دكتور آلكمي. وبينما هو سجين يتم أستخدام كل من شخصياته من قبل الآخرين: كورتيس إينغستروم باستخدام حجر الفيلسوف كالخيميائي والكسندر بيتروف باستخدام هوية سيد العناصر.:92

### كورتيس إنغستروم
د. كورتيس إنغستروم، مستشار في مشروع مختبرات S.T.A.R عندما كانت تمتلك حجر الفلاسفة بنية أستخدام إحدى شظاياه في حاسوبهم المجهري الطبي. يقوم كورتيس بسرقة الحاسوب مع محتوياته، ولكن يتم القبض عليه. وبعد وقت لاحق وبعد هروبه من السجن، يتقمص دور دكتور آلكمي ويشرع لإسترداد الرقاقة التي أخذت منه من قبل زميله السابق في الزنزانة والذي سيصبح الخيميائي. وبعد أن تتم هزيمته لايرى كورتيس بعدها.

### ألكسندر بتروف
ألكسندر بتروف، يعمل في علم الجرائم في قسم شرطة مدينة كيستون. ومن أجل تعزيز وظيفته يستخدم إحدى أسلحة البرت ديزموند كسيد العناصر لتجميد مشرف المختبر، ويتم أختياره ليحل مكان المشرف ويكتشف بأنه يحب الأثارة في القتل، ويستمر بقتل كل من يراهم «تهديد» لمكانه في العمل، مستخدماً السلاح ومؤثرات ثلجية، ويتلاعب بالأدلة لتوجيه الشك نحو الكابتن كولد.
ولا يكتب لخطته الأكتمال حيث تدخل عليه مسؤولة الملفات آشلي زولومون في مكتبه وهو واضع القناع. يتمكن البرق من أنقاذها وقبل أن يتمكن من نقله إلى الحجز يقاطع من قبل الكابتن كولد الذي يقتل الكسندر بتروف لخرقه إحدى قواعد المحتالون رمز «الأخلاق» -توريط شخص آخر بجريمتك-  .

## القوى والقدرات
يمتلك دكتور آلكمي حجر الفيلسوف والذي كانت ينتمي إلى ميرلين.
وعن طريق الضغط على الحجر في نقاط مختلفة يمكنك من تحويل أي مادة إلى أي مادة أخرى (مثل الصلب إلى المطاط أو الأوكسجين إلى غاز أول أكسيد الكربون) وأيضا يمتلك القدرة على تحويل التركيب الجزيئي لجسم الإنسان، حيث ذات مرة تم تحويل البرق إلى بخار الماء. وتمكن ديزموند أيضاً من التحكم بالحجر من مسافة بعيدة عن طريق التحريك الذهني. ويمكنه أيضاً أستعادة قدرات الآخرين من فترات زمنية وعوالم مختلفة.

## في وسائل الإعلام الأخرى

### التلفزيون
- كل من دكتور آلكمي وسيد العناصر، تم التلميح أليهم  في العدالة دون حدود. في حلقة «البرق والمادة».
- توم فيلتون قام بدور جوليان ألبرت ديزموند في الموسم الثالث من "البرق" ، في حين قام توبين بيل بأداء صوت دكتور آلكمي في المسلسل.[5] الشخصية عبارة عن عالم في الطب الشرعي ومنافس باري ألين في CCPD. يرتدي دكتور آلكمي قناعاً مشابه لقناع الأطباء الكلاسيكي في زمن الطاعون. يعمل معاوناً سافيتار وبأمكانه المرور من المرايا ويمتلك البراهماسترا (والمعروف أيضاً بحجر الفلاسفة), وهو سلاح هندوسي قديم له القدرة على استعادة قدرات البشر المتحولون الذين نتجوا عن طريق الجدول الزمني البديل «فلاش بوينت». يظهر دكتور آلكمي معرفته بالـ«فلاش بوينت» حتى بعد أستبداله بنسخة أصلية أخرى، ويتبين فيما بعد بأن جوليان قد خدع من قبل سافيتار لإيجاد البراهماسترا، سامحاً لسافيتار بأمتلاكه ليلعب دور دكتور آلكمي. وبعد القبض عليه من قبل البرق، يكفر جوليان عن خطأه وينضم إلى فريق البرق، سواء متخصصاً في المتحولين أو كوسيلة للتواصل مع سافيتار.

### الفيلم
- في فرقة العدالة: معضلة الفلاش بوينت، يمكن رؤية زي دكتور آلكمي في متحف البرق، خلال قتال باري آلين مع الروجز.

## وصلات خارجية
- حجر الفلاسفة/سيد العناصر الأول في قاعدة البيانات DC
- سيد العناصر الثاني في العاصمة قاعدة البيانات
- الخيميائي في قاعدة البيانات DC
- دكتور آلكيمي في كوميكس فاين